# Østmarka
Østmarka est une zone forestière située à l'est et au sud-est du Sentrum d'Oslo, en Norvège. C'est une partie d'Oslomarka, dans les municipalités d'Oslo, Lørenskog, Rælingen, Enebakk et Nordre Follo.

## Description
Østmarka se caractérise par le fait qu'elle s'est formée depuis l'Antiquité d'un substrat rocheux (plus de 1000 millions d'années), avec des plis clairs qui forment des vallées et des collines du nord au sud. La dernière période glaciaire a laissé sa marque claire sur la terre. Le long de la limite marine supérieure (environ 210 mètres), la glace a laissé de grandes quantités de gravier et de sable. Sand, Sandbakken, Sandbekken et Grusbakken sont des endroits qui sont à peu près à la même hauteur.
Østmarka contient plus de 250 lacs et étangs. Des fermes, des chalets pour le tourisme et des restaurants sont aussi présents dans Østmarka.

## Zones protégées
- Réserve naturelle de Ramstadslottet[2]
- Réserve naturelle d'Østmarka [3]
- Réserve naturelle de Tretjernhøla

## Galerie

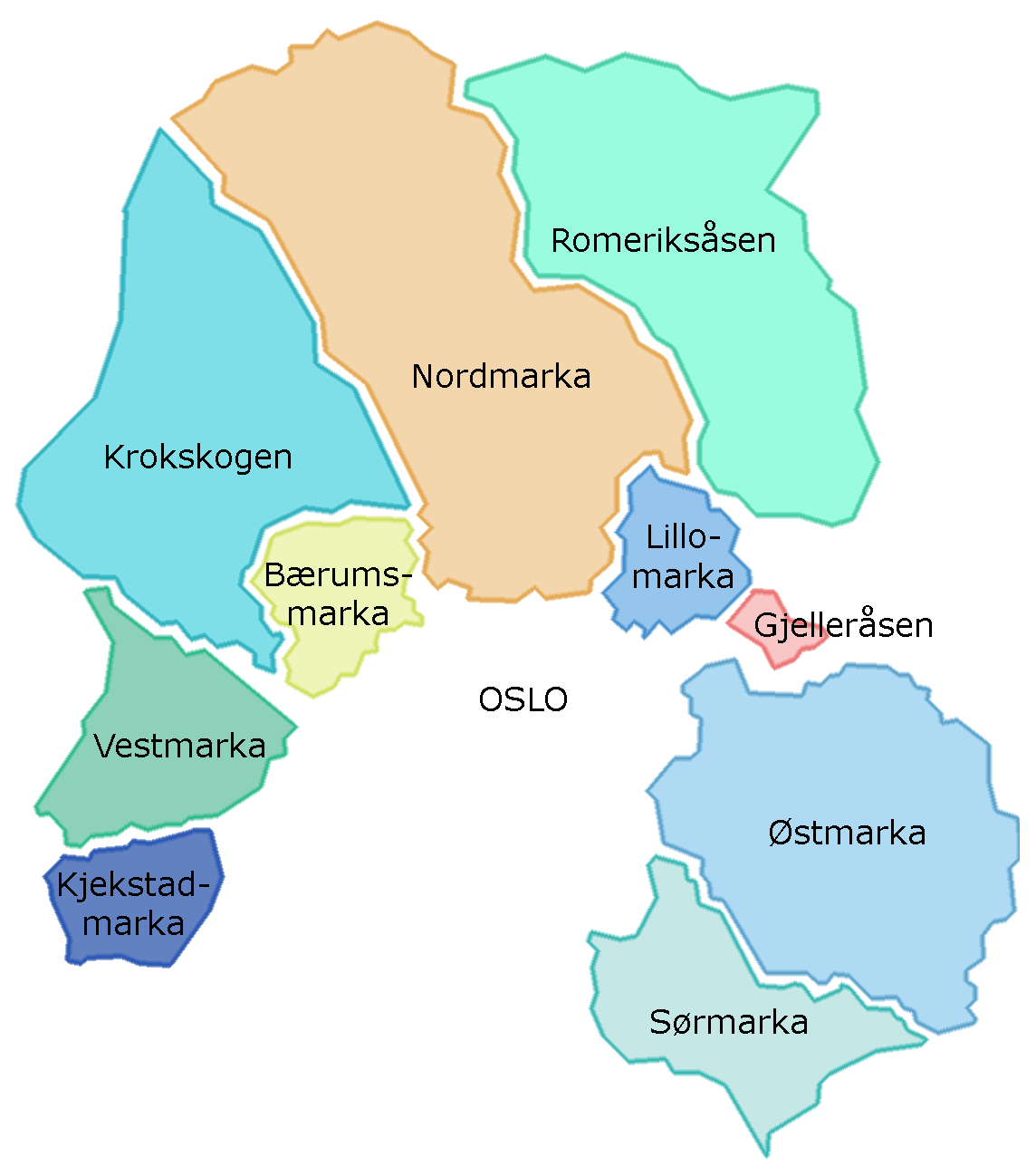
Les différentes zones de l'Oslomarka
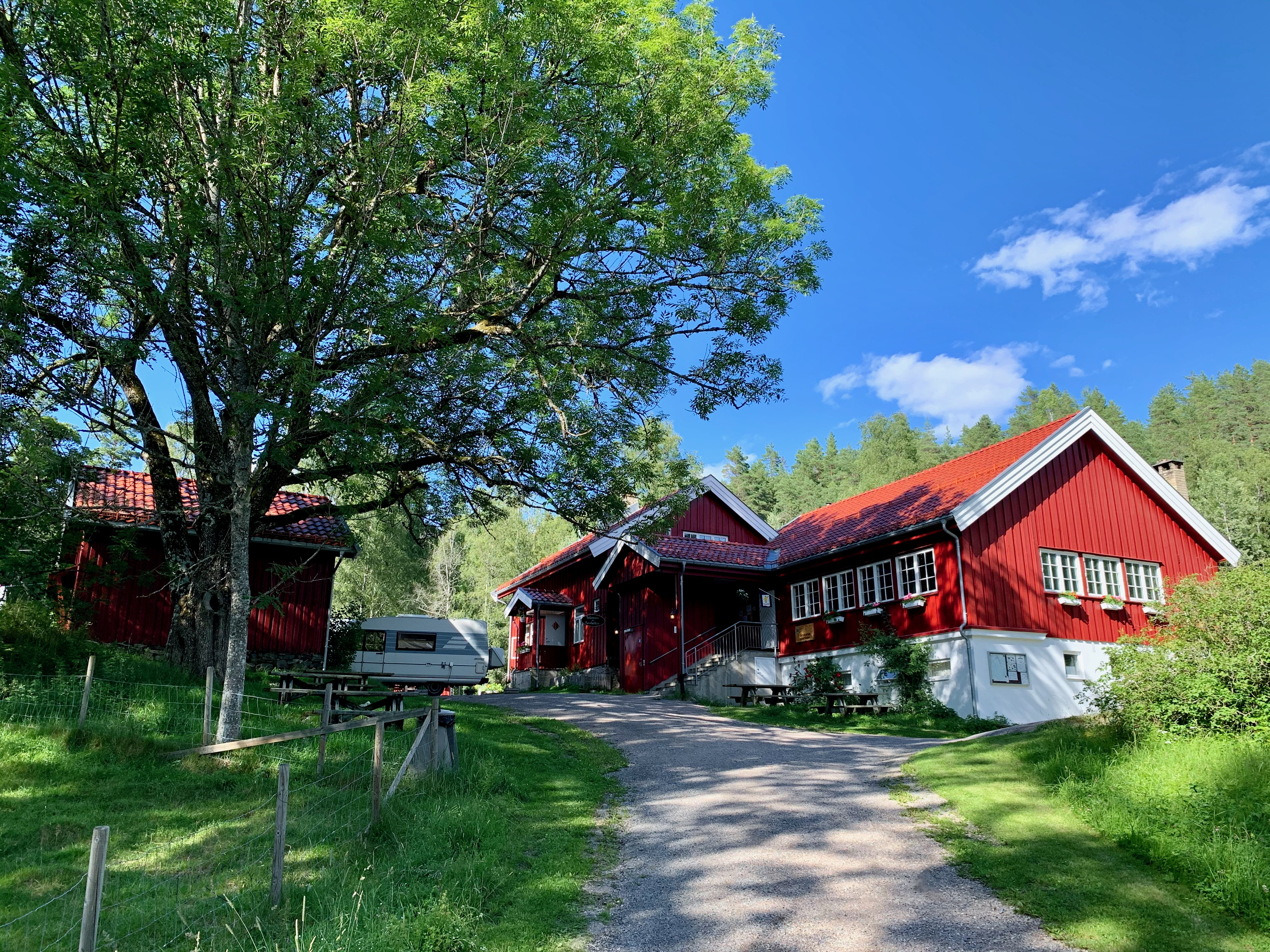
Chalets de tourisme
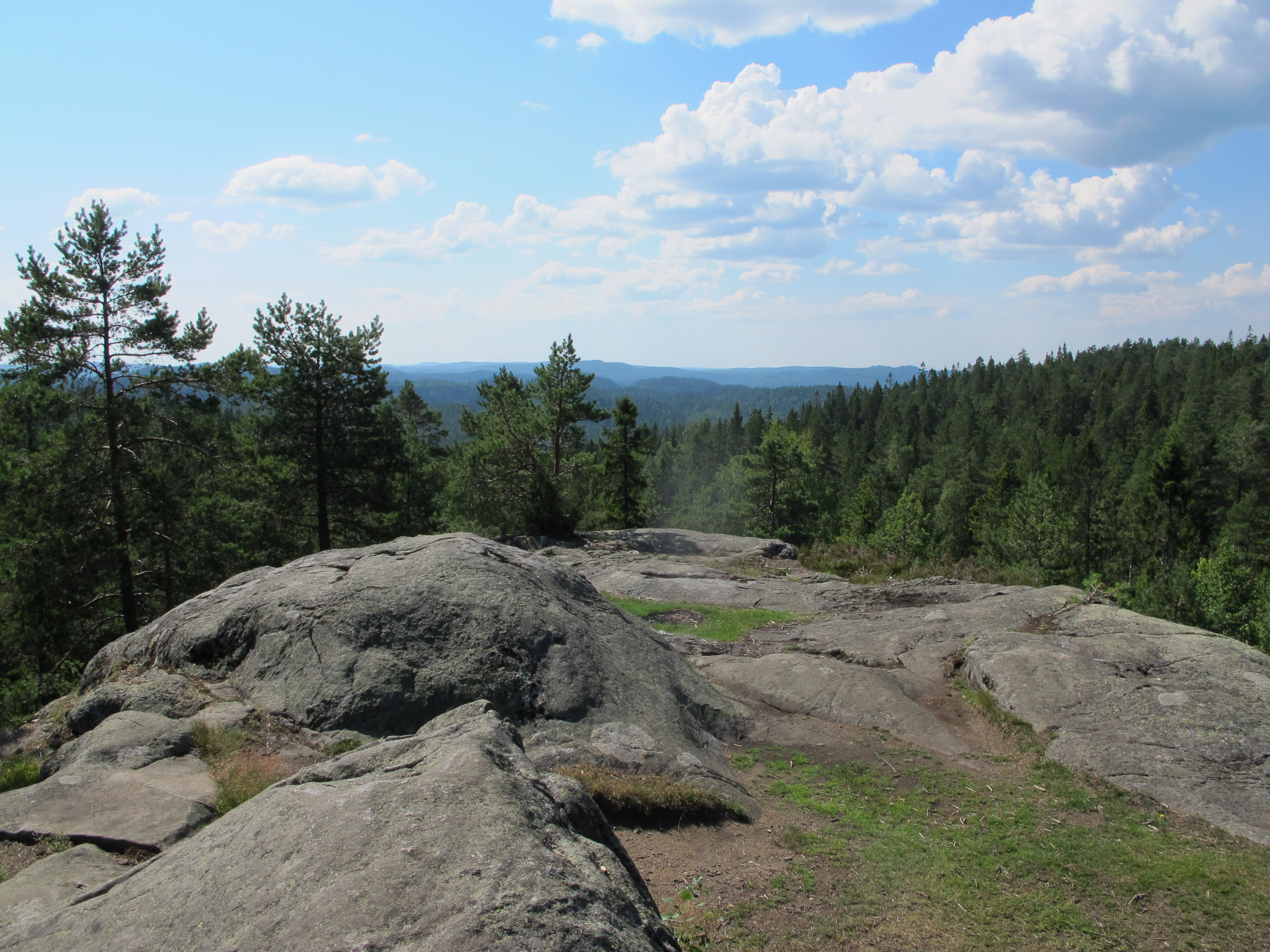
Ramstadslottet (394 m)
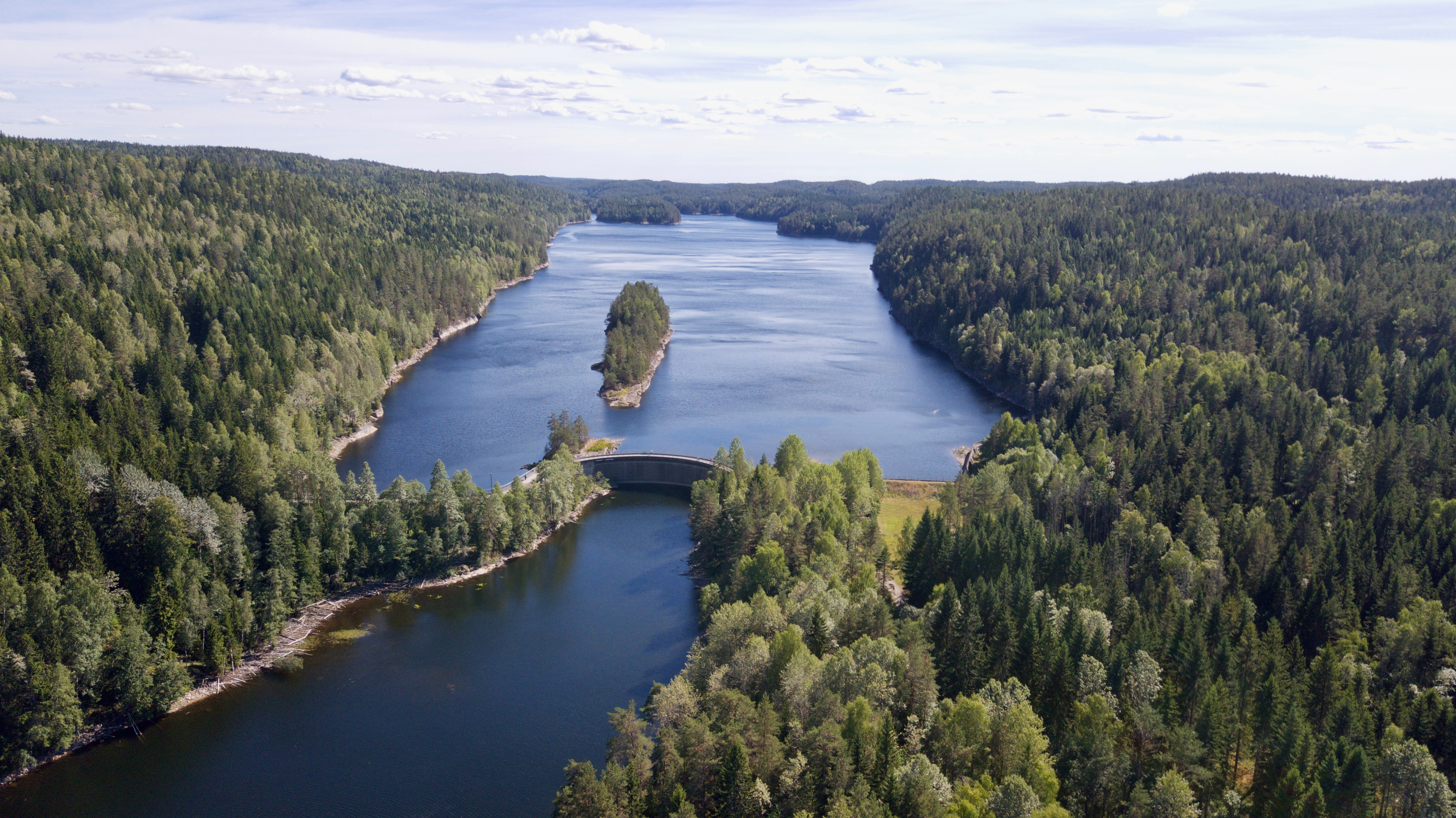
Lac Nord-Elvåga(1,94 km²)